# Stisseria tuberculata
Stisseria tuberculata là một loài thực vật có hoa trong họ La bố ma. Loài này được (hort. ex Haworth) Kuntze miêu tả khoa học đầu tiên năm 1891.